# 森寅雄
森 寅雄（もり とらお、1914年〈大正3年〉6月11日 - 1969年〈昭和44年〉1月8日）は、日本人の剣道家、フェンシング選手。剣道の段位は八段（範士追贈）。米国フェンシング界では「タイガー・モリ」の異名をとった名選手である。昭和初期の日本剣道界、米国フェンシング界でトップクラスの実力を持ちながら、さまざまな事情で優勝を逃した「悲運の剣士」としても知られる。

## 経歴

### 生い立ち
群馬県桐生市に野間寅雄として生まれる。曽祖父は幕末の北辰一刀流玄武館四天王の一人である森要蔵。母方の伯父は講談社創業者で野間道場を開設した野間清治。従兄（清治の長男）は後の講談社2代目社長野間恒。寅雄は8歳で野間清治に引き取られ、東京で育つ。

### 巣鴨中学校
小学校卒業後、東京府立第四中学校に入学したが、2学期から巣鴨中学校へ転入。剣道部に入部する。同校の剣道教師高野慶寿（高野茂義の長男）は、寅雄の才能に驚いた。その後レギュラーに選ばれ、全日本中等学校剣道大会で団体優勝。1931年（昭和6年）、第6回明治神宮体育大会剣道競技（現在の国民体育大会に相当）で個人優勝を果たした。
一方、従兄の野間恒は、小学校卒業後は父清治の意向で進学せず、帝王学ともいえる独自の教育を受けていた。そのため中学校の大会に出場した経験がなかった。清治は恒に試合経験を積ませるため、野間道場師範持田盛二の引率で千葉県銚子市にある格心館という道場へ試合に出向かせたことがあったが、同行した寅雄が先鋒として出場するや、格心館の門人36名をことごとく勝ち抜き、遂に恒の出番は無かった。
巣鴨中学校卒業後、有名各大学からの勧誘を断り、野間清治の意向で1932年（昭和7年）に当時講談社傘下だった報知新聞社に入社する。報知では社会部記者として桃色争議などの事件を担当し、その関係で同争議の中心人物だった水の江瀧子との仲を噂されたこともあったという。

### 天覧試合予選
1934年（昭和9年）、天覧試合の東京予選に出場し、決勝（5人総当りのリーグ戦）まで勝ち進んだ。その相手の中に野間恒がおり、2人の試合は「事実上の決勝戦」と言われた。この試合において、寅雄は蹲踞から立ち上がるなり、いきなり逆胴を決められ敗北した。この試合は、寅雄がわざと負けて勝ちを譲ったのではないかとの疑惑が生まれ、野間清治から恒のために負けるように詰め寄られたとの噂まで広まった。実際には「（寅雄と恒は）これまで何回か対戦したが、勝ったことがなく、従兄には、どうしても勝てないという先入観があった」というのが原因だったようだが、この結果野間清治と寅雄との関係が悪化し始める。
同年5月、東京代表として天覧試合に出場した恒は優勝を果たし、「昭和の大剣士」と謳われた。

### フェンシング
1937年、新天地を求めアメリカ合衆国へ渡る。その地でフェンシングに出会い、フェンシングを習い始めた。翌1938年、南カリフォルニアフェンシング選手権に出場し優勝。さらに南カリフォルニア代表として出場した全米フェンシング選手権では準優勝した。決勝戦は、排日的な審判員の人種差別によって敗れたとされ、実際は寅雄が勝っていたといわれる。わずか6か月の練習で実質的な全米チャンピオンになったことはフェンシング界を驚愕させ、その強さと名前から「タイガー・モリ」と呼ばれた。
その後一旦は帰国し講談社に籍を置いていたが、1938年に野間清治・野間恒が相次いで亡くなると、その後を継ぎ3代目社長となった野間左衛（野間清治の妻）との仲が急速に悪化したため講談社を退社。再び渡米した。
1940年東京オリンピックでメダルを取ることを期待されたが、第二次世界大戦の影響で開催は中止された。選手としての絶頂期に戦争が起こったため、オリンピックに出場することはかなわなかったが、1960年ローマオリンピック、1964年東京オリンピック、1968年メキシコシティーオリンピックでアメリカフェンシングチームのコーチを務めた。東京オリンピックの時の主力選手であった大川平三郎に娘を嫁がせた。彼が設立した　Mori Fencing Academy は弟子で娘婿の大川平三郎に引き継がれ、大川平三郎は全米フェンシング選手権で3連覇の偉業を達成する。
なお、日本人フェンシング選手がオリンピックでメダルを取ったのは北京オリンピックの太田雄貴が最初であり、寅雄がメダルを期待された60年以上後のことであった。
2013年日本人として唯一の国際フェンシング連盟（FIE）の殿堂入りを果たしその名を永遠に称えられることとなった。

### 死去
1969年1月8日午前10時、ロサンゼルス郊外ガーデナ市の野間フェンシング道場で剣道指導中、心筋梗塞のため死去。54歳、剣道八段。アメリカへの剣道普及、世界剣道選手権大会の実現に尽力したが、第1回世界剣道選手権大会開催前年の死去であった。死の直前には真剣を持った寅雄の姿を映したNestleのテレビCMの収録も終わり、全米放送が始まろうとしていた矢先で、寅雄の死によりその映像はお蔵入りとなってしまった。
悲運の剣士であったが、アメリカ剣道界、日本フェンシング界において、その教えは脈々と受け継がれている。

## 年表
- 1914年 群馬県桐生市で野間寅雄として生まれる。
- 1922年 野間清治に引き取られる。
- 1926年 東京府立第四中学校に入学後、2学期に巣鴨中学校へ転入。
- 1928年 剣道初段。
- 1929年 森家再興の為、森に改姓。
- 1929年 明治大学主催全国中等学校剣道大会優勝。
- 1930年 第1回全日本中等学校剣道大会優勝。
- 1930年 明治大学主催全国中等学校剣道大会優勝。
- 1931年 明治神宮体育大会中等学校優勝試合優勝。
- 1932年 報知新聞社入社。
- 1934年 天覧試合の東京予選決勝で野間恒に敗れる。
- 1934年 歩兵第15連隊、戦車第4連隊入隊。満州へ（1935年夏まで）。
- 1936年 剣道錬士六段。
- 1937年 剣道普及のため渡米。南カリフォルニア大学でフェンシングを学ぶ。
- 1938年 南カリフォルニアフェンシング選手権で優勝。全米フェンシング選手権で準優勝。
- 1938年 東京オリンピック出場準備の為帰国。
- 満州で戦車隊入営、同年除隊。剣道教士となる。
- 1940年 東京オリンピック中止。赤星貞子と結婚。
- 1941年 太平洋戦争開戦。
- 1945年 桐生に疎開、終戦。GHQ命令により剣道が禁止される。
- 明治大学でフェンシングを教える。
- 1947年 日本フェンシング協会設立、副会長に就任。
- 1948年 中央大学体育課講師となり翌年までフェンシングを指導。
- 1949年 渡米。
- 1950年 アメリカ西部地区フェンシング大会で全勝優勝。
- 1951年 南カリフォルニア剣道有段者会設立、理事に就任。
- 1951年 アメリカ西部地区フェンシング大会で全勝優勝。
- 1953年 日本で戦後から禁止されていた剣道が解禁。
- 1954年 大洋証券に入社。西ロサンゼルス剣道道場を創設。
- 1955年 アメリカ剣道連盟会長となる。剣道教士八段。
- 1956年 第1回日米親善剣道大会アメリカチーム監督として参加。
- 1960年 ローマオリンピックでアメリカフェンシングチームの代表監督を務める。ブラジルへ渡る。
- 1962年? 大洋証券退社、森証券設立。
- 1964年 東京オリンピックでアメリカフェンシングチームのコーチを務める。
- 1966年 Muriel Bowerと共著でフェンシングの指導書『FENCING』[4]を出版。
- 1967年 森証券を野村証券に売却。
- モリ・フェンシング・アカデミーを設立し後進の指導にあたる。
- ロサンゼルス市体育協会理事に就任。
- 1968年 メキシコシティーオリンピックでアメリカ代表コーチを務める。
- 1968年 ネッスル社の全米放映テレビCM撮影（死去した為放映無し）。
- 1969年 剣道の稽古中に心筋梗塞を起こし死去（54歳）。剣道範士の称号を追授される。
- 1970年 第1回世界剣道選手権大会が開催される。
- 2006年 南カリフォルニア剣道連盟が森杯剣道トーナメントを開催（3年に1回）。
- 2013年 国際フェンシング連盟（FIE）設立100周年記念の殿堂に唯一の日本人として入る[5]。

## 森寅雄が登場する作品

### 図書
- 早瀬利之『タイガー・モリと呼ばれた男　幻の剣士・森寅雄の生涯』 スキージャーナル 1991年
  - 新版『タイガー・モリと呼ばれた男　日米の架け橋となった幻の剣士・森寅雄』芙蓉書房出版 2021年。ISBN 4-8295-0813-2
- 野間清治顕彰会『剣に生きた森寅雄』フェンシングに賭けた剣道家、平成20年（2018年）10月 非売品
- 司馬遼太郎「アメリカの剣客」-『余話として』に所収 文藝春秋〈文春文庫〉、新版2020年
- 堂本昭彦『中山博道有信館』 島津書房 1993年 ISBN 4882180480

### 漫画
- 松田尚正『タイガー・モリと呼ばれた男』、講談社

### ラジオ
- 横山玲子『ふたつの剣』 原作：早瀬利之「タイガー・モリと呼ばれた男」　NHK-FM青春アドベンチャー 2009年3月16日～3月27日

### テレビ
- TBS 大コロンブスのゆで卵、タイガー・モリと呼ばれた男　1996年

### DVD
- 『昭和の剣豪』、クエスト

### 動画
- 50年前の剣道
- タイガー・モリと呼ばれた男

## 引用
1. 1 2 3  講談社の跡取り息子と「ターキーも惚れた」従弟「直接対決」の真相 - 現代ビジネス・2019年6月16日
2. ↑  3代目社長となった左衛夫人が打ち出した大幅な経営改革とその余波 - 現代ビジネス・2019年8月4日
3. ↑  Stanford University HOOVER INSTITUTION LIBRARY & ARCHIVES Hawaii Times,1969.01.14
4. ↑  『FENCING』 ISBN 0697070093 / 0-697-07009-3  
ISBN 9780697070098
5. ↑  FIE HALL of Fame Mori, Torao